# Мікролегована сталь
Мікролегована сталь - це спеціальний вид легованої сталі, який містить невелику кількість легуючих елементів (0,05-0,15%), таких як ніобій, ванадій, титан, молібден, цирконій, бор і рідкісноземельні метали. Використання цих елементів дозволяє покращити мікроструктуру зерна сталі або полегшити дисперсійне зміцнення.
Мікролеговані сталі знаходяться між вуглецевою та низьколегованою сталями за характеристиками та вартістю. Межа текучості цих сталей без термічної обробки становить від 275 до 750 МПа (40 до 110 ксі), що робить їх високопродуктивними. Зварюваність мікролегованих сталей хороша, і її можна покращити шляхом зменшення вмісту вуглецю при збереженні міцності. Довговічність і зносостійкість цих сталей перевершують аналогічні термічно оброблені сталі. Проте, недоліки мікролегованих сталей полягають в меншій пластичності та міцності порівняно з загартованими і відпущеними (Q&T) сталями. Крім того, після формування матеріал потребує швидкого охолодження до 540-600 °C (1004-1112 °F), щоб забезпечити розчинення всіх сплавів.
Мікролеговані сталі не піддаються гартуванню та відпуску, тому вони не мають проблем з розтріскуванням після гартування, не вимагають корекції або відпуску напруги. Однак, через це вони не мають більш м'якої та міцнішої серцевини, яка притаманна загартованим і відпущеним сталям, оскільки вони проходять наскрізне загартування.